# Ithone wilsoni
Ithone wilsoni is een insect uit de familie van de Ithonidae, die tot de orde netvleugeligen (Neuroptera) behoort. 
Ithone wilsoni is voor het eerst wetenschappelijk beschreven door Riek in 1974.